# Фил Ланзън
Фил Ланзън (на английски: Phil Lanzon) е британски клавирист и вокален изпълнител, взел участие в редица популярни хард и прогресив групи.
Фил Ланзън, роден на 23 март 1950 г. започва да свири на клавирни инструменти през 1958 г., когато е на осемгодишна възраст. Първата група, в която взима участие, е Loose Ends, където свири, докато става на шестнадесет. След това е в Cats Pyamas, с която записва няколко сингъла. До 1977 г. той е начело на своя собствена група, наречена Romance. Година по-късно свири на клавирните инструменти в група, носеща името Paris, заедно с Бърни Шоу. Това е първият път, когато дуото Ланзън – Шоу пее в група заедно. В течение на музикалната си кариера започва да се изявява, изпълнявайки много записи. През 1979 г. се присъединява към хардрок групата Grand Prix, свирейки в три албума с тази група. Тук отново е с колегата си Бърни Шоу. След това свири известно време в Sad Café, въпреки че никога не прави записи заедно с нея. В началото на 1985 г. се премества в Operator (състав, включващ бивши членове на „Майкъл Шенкер Груп“ и „Моторхед“). Ланзън се връща отново към работата само за определени сесии, свирейки на няколко записа, а след това се свързва с наскоро реформирания „Суит“. След няколко турнета с тях Ланзън напуска тази група през 1986 г. След Суит, той се присъединява към групата „Юрая Хийп“. Скоро след него и Бърни Шоу се присъединява в тази популярна вече група.

## Дискография
| If You Think I'm Crazy Phil | Phil Lanzon Ditties | 2017 |
| 48 Seconds                  | Phil Lanzon Ditties | 2019 |

| Raging Silence                | 1989 |
| Different World               | 1991 |
| Sea of Light                  | 1995 |
| Sonic Origami                 | 1998 |
| The Magician's Birthday Party | 2002 |
| Wake the Sleeper              | 2008 |
| Celebration                   | 2009 |
| Into the Wild                 | 2011 |
| Outsider                      | 2014 |
| Totally Driven                | 2015 |
| Living the Dream              | 2018 |
| Chaos & Colour                | 2023 |

## Други участия

### Със Стийв Глен
- Look Left Look Right
- No Doubt About It
- Easy Does It

### С GMT
- War Games

### С Grand Prix
- Grand Prix
- There For None To See
- Samurai

### С Grant & Forsyth
- Let's Dance

### СДжон Лоутън& Стийв Дънинг
- Steppin' It Up (2002)

### С Lionheart
- Unearthed - Raiders of the Lost Archives

### С Мик Ронсън
- Memorial Show

### С Крис Спединг
- I'm Not Like Everybody Else

### СъсSweet
- Hannover Sessions
- Live At The Marquee
- Chronology

### С Paddy Goes to Holyhead
- Green Green Grass of Home (трек 7)

### С Tarracco
- Big Bang